# Elecciones generales de Bolivia de 2025
Las elecciones generales de Bolivia se realizaron el 17 de agosto de 2025, con una segunda vuelta estimada para el 19 de octubre de 2025. En esta ocasión, los votantes bolivianos elegirán al presidente y vicepresidente de Bolivia, 130 miembros de la Cámara de Diputados de Bolivia y 36 integrantes de la Cámara de Senadores de Bolivia para el período 2025-2030. El 8 de noviembre de 2025, se realizará la toma de posesión de las autoridades electas como presidente y vicepresidente.

## Antecedentes

### Conflictos por la reelección de Evo Morales
El artículo 168 de la Constitución Política del Estado, vigente desde el 7 de febrero de 2009, mantiene una restricción de un máximo de dos mandatos consecutivos, permitiendo una sola vez a la reelección, tanto para el cargo de presidente como el de vicepresidente de Bolivia, con un período de cinco años por mandato.
Después de que realizarse un recurso legal para que Evo Morales, que en ese tiempo fungía el cargo de Presidente Constitucional de Bolivia, pudiese ejercer postulación indefinida, se inició un proceso de reforma constitucional, que debería ser aprobada de primera instancia mediante un referéndum constitucional, con el voto universal de los electores bolivianos. 
La jornada del voto popular, realizado el 21 de febrero de 2016, concluyó con el rechazo a la modificación del artículo 168 de la Constitución Política Boliviana para dar un proceso de reelección indefinida a las autoridades gubernamentales, con un 51.3% de votos.
El 27 de noviembre de 2017, el Tribunal Constitucional de Bolivia (TCP), emitió un fallo a favor de Morales a la hora de buscar la reelección de forma permanente, declarando «inconstitucionales a los (cinco) artículos de la Ley Electoral, que limitaba a Evo Morales y cualquier autoridad de Bolivia elegida por el voto popular». El fallo es consecuencia del recurso constitucional, presentado por parlamentarios masistas al TCP, argumentando que los «derechos políticos reconocidos por Bolivia en la Convención Americana sobre Derechos humanos debían priorizarse por encima de los límites a los mandatos consecutivos establecidos en la Constitución».
En las elecciones generales del 2019, se realizó un conteo rápido, mediante la Transmisión de Resultados Electorales Preliminares (TREP), que fue interrumpido por más de 24 horas desde la última actualización. Esto causó la indignación de muchos ciudadanos contrarios al Movimiento al Socialismo. Revelándose movimientos de irregularidad en los resultados electorales, esto desencadenó en tres semanas de violencia entre los seguidores de Evo Morales y sectores que argüían que las elecciones habían sido "fraudulentas", finalizando con un motín policial. El día 10 de noviembre de 2019, la Organización de Estados Americanos publicó el informe preliminar de auditores. identificando estos irregularidades confirmadas en el informe final de auditoría del 5 de diciembre de 2019, concluyendo que se deberían realizar nuevas elecciones. Finalmente, Evo Morales, así como otros funcionarios de su gobierno renunciarían a sus cargos, ocasionando la asunción del gobierno de Jeanine Añez, quien se encargaría de llamar a nuevas elecciones donde resultaría electo Luis Arce, candidato del Movimiento al Socialismo.
Posteriormente, Morales anunció su candidatura presidencial de cara al año 2023, sin embargo, el Tribunal Constitucional anula la reelección indefinida, inhabilitando indirectamente a Evo Morales para las elecciones presidenciales de 2025, mediante la Sentencia Constitucional 1010/2023, aprobada el 29 de diciembre de 2023, apuntando que «no es un derecho humano», y que toda autoridad gubernamental, legislativa y judicial no puede ejercer más de dos mandatos de forma continua o discontinua, ponderando en efecto al artículo 168 de la Constitución del año 2009. Esa sentencia molestó al dirigente cocalero, quien llamó a las organizaciones de productores de hoja de coca a manifestarse en su causa, procediendo con corte de vías en diferentes carreteras del país, siendo Cochabamba la región más afectada por lo tortuoso y hermetismo obligado con el resto del país y del mundo, con daño económico de $3MM durante más de 40 días, durante todo el año 2024.

### Conflicto entre Morales y Arce
El presidente Luis Arce y el expresidente Evo Morales lideraban diferentes facciones del Movimiento al Socialismo (MAS), con motivos de postularse a una reelección presidencial para las elecciones de 2025. A pesar de que Morales fue inhabilitado por el Tribunal Constitucional Plurinacional (TCP), bajo el argumento de que la reelección indefinida «no existe y no es un derecho humano», provocando malestar en el partido socialista, y acusando al Gobierno de los Estados Unidos y al presidente Arce de «descabezar al movimiento indígena».
Esto creó una atmósfera política cargada bajo riesgo de perder su personería jurídica, y la acusación del presidente Arce a la oposición, a la facción de los «evistas», y la embajada de los Estados Unidos de que la «especulación» y los «intereses políticos y personales» son causantes de los problemas de la economía boliviana. Pero Morales advirtió del control de carburantes en las gasolineras por parte de los militares, y lo califica como «inicio de la militarización» de Bolivia.
También se suma la cancelación de las elecciones primarias por parte del Tribunal Supremo Electoral, sumado a una crisis institucional en el Poder Judicial, más concretamente con las Elecciones Judiciales, y la prórroga indefinida del mandato de los tribunales de justicia de Bolivia (aprobados por el TCP). Posteriormente Morales perdería el liderazgo del MAS y terminaría aliándose con el Frente Para la Victoria (FPV) y anunciando la conformación de un nuevo partido político denominado EVO Pueblo.

### Intento de golpe de Estado
El 26 de junio sucedió un intento de golpe de Estado ejecutado por el entonces comandante general del Ejército, Juan José Zúñiga.Días antes del golpe, el general Zúñiga declaró que los militares arrestarían a Morales si se presentaba a las elecciones de 2025. Tras la frustrada acción militar, Zúñiga fue arrestado.
Tras ser detenido, Zúñiga, en una improvisada rueda de prensa, declaró que la acción fue organizada por el presidente Arce y que se trataba de un autogolpe de Estado para levantar la popularidad del mandatario en cara a las elecciones generales de 2025. El gobierno de Arce calificó lo sucedido como un «golpe frustrado», a la vez que señaló que las declaraciones de Zúñiga sobre un supuesto autogolpe «carecen de cualquier grado de veracidad».

### Intento de unificar el voto opositor
Tras la victoria del Movimiento al Socialismo en las elecciones generales de 2020, se ha popularizado la idea de unificar el voto de la oposición. Dicha iniciativa fue difundida en su mayoría por el movimiento alternativo El Búnker-Tercera República del periodista Virginio Lema y el abogado Agustín Zambrana, con el objetivo principal de presentar solo un candidato por parte de la oposición, elegido a través de unas primarias similares a las primarias de la oposición venezolana en 2023.
El 13 de noviembre de 2024, seis agrupaciones políticas se aliaron para formar un bloque unido opositor denominado Unidad es Posible. Este bloque estaba conformado por los frentes políticos: Cambio25 de Vicente Cuellar; Una Bolivia de Otro Modo de Amparo Ballivián; El Búnker - Tercera República de Agustín Zambrana; Al-Bus, bajo el liderazgo de Carlos Börth; Vanguardia, Libertad es Prosperidad del diputado Miguel Roca Sánchez; y el Partido Liberal Boliviano, encabezado por Antonio Saravia. Posteriormente, el Búnker retiraría a su candidato para no dividir el voto opositor.
El 18 de diciembre de 2024, después de que Tuto Quiroga anunciase su candidatura oficial, Carlos Mesa anunció la conformación de la alianza política denominada «Bloque Unido de Oposición», suscrita con Samuel Doria Medina (líder político de Unidad Nacional), Jorge Quiroga (quien había anunciado su candidatura oficial y su alianza con el Frente Revolucionario de Izquierda) y Luis Fernando Camacho (líder de Creemos), para presentar un frente unido para las elecciones presidenciales. Tras ello, los miembros de Unidad es Posible como Vicente Cuellar, Juan Del Granado, Amparo Ballivián y Carlos Börth se unirían a este último bloque, mientras que Vanguardia, Libertad es Prosperidad del diputado Miguel Roca Sánchez y el Partido Liberal Boliviano de Antonio Saravia abandonarían este bloque para conformar un nuevo bloque liberal encabezado por Branko Marinkovic, aunque posteriormente este bloque liberal se disolvería con la renuncia de Branko Marinkovic a su candidatura presidencial en apoyo a Jorge Quiroga.
La noticia de una conformación de un bloque unido de oposición tuvo diversas reacciones. Mientras Samuel Doria Medina y diversos miembros del bloque ven este bloque como una alternativa frente al Movimiento al Socialismo, otros precandidatos criticaron la falta de propuestas sólidas, la participación principal de excandidatos presidenciales y presumiblemente ser una falsa oposición servil al Movimiento al Socialismo.

### Nueva izquierda
Tras la fractura del MAS-IPSP, a causa del conflicto entre Morales y Arce, este partido quedó fraccionado en dos facciones, el «bloque renovador» que defiende la gestión de Luis Arce y se quedó con la personería del partido; y por otro lado los denominados como «radicales», que buscan la reelección de Evo Morales en estas elecciones presidenciales, quien tras perder el liderazgo del MAS-IPSP, renunció al partido y estableció una alianza con el Frente Para la Victoria (FPV), lo que causó un debilitamiento al oficialismo que gobernó Bolivia por 14 años con Evo Morales (2006-2019) y 4 años con Luis Arce (2020-presente). 
Esto produjo que se impulsara una nueva izquierda en Bolivia bajo el liderazgo de Andrónico Rodríguez, actual militante del MAS-IPSP; sin embargo, ha recibido el apoyo de varios actores importantes, que fueron y algunos que aún son parte del MAS-IPSP, para conformar el nuevo bloque. Entre estos respaldos recibidos está del vicepresidente del Estado, David Choquehuanca, la alcaldesa de El Alto, Eva Copa; el presidente del Movimiento Tercer Sistema (MTS), Félix Patzi; e incluso autoridades en Beni y Pando ven en Andrónico la nueva figura de la izquierda para terciar en las elecciones generales del 17 de agosto. Por otro lado en Santa Cruz, Mario Cronenbold, el senador William Tórrez, el dirigente Darwin Choquerive, expresaron abiertamente su apoyo a Rodríguez.

## Candidaturas

### Movimiento al Socialismo
El Movimiento al Socialismo – Instrumento Político por la Soberanía de los Pueblos (MAS–IPSP) es el partido gobernante de Bolivia durante las gestiones de Evo Morales (2006-2019) y Luis Arce (2020-2025).
En un inicio solo Evo Morales quiso confirmar su candidatura, pero al perder el liderazgo del partido descarto su participación con el MAS-IPSP, renunciando a la militancia de este partido e indicando que participaría con el Frente Para la Victoria (FPV), posteriormente el acuerdo con el partido fue disuelto y conformó una agrupación política denominada «EVO Pueblo».
Inicialmente, el presidente Luis Arce fue proclamado como candidato para su reelección presidencial, sin embargo el 13 de mayo de 2025 declinó su candidatura diciendo que buscaba evitar «dividir el voto popular» que permitan que los partidos de derecha y centristas regresen al poder.
De igual forma otros candidatos fueron propuestos como candidatos para las elecciones de 2025:
- El diputado Jerges Mercado, con el respaldo respaldado de la Central Campesina de Santa Cruz, fue proclamado candidato del MAS-IPSP para conformar un binomio presidencial 2025-2030 en un evento realizado en la Central Obrera Departamental de Santa Cruz.[42]
- Deysi Choque, Angélica Ponce y Felipa Llally, cada una fue proclamada de manera independiente como candidatas a la vicepresidencia.[43]

Aunque Eduardo Del Castillo inicialmente había declinado su candidatura a la presidencia, tras la declinación de Luis Arce de presentarse a la reelección presidencial fue designado como candidato presidencial del MAS.
| Independiente                                   | MAS–IPSP                                                                                    |
| Eduardo Del Castillo                            | Milán Berna                                                                                 |
| ----------------------------------------------- | ------------------------------------------------------------------------------------------- |
| para presidente                                 | para vicepresidente                                                                         |
| {{{descripción}}}                               | {{{descripción}}}                                                                           |
| Exministro de Gobierno de Bolivia (2020-2025)   | Dirigente de la Confederación Sindical Única de Trabajadores Campesinos de Bolivia (CSUTCB) |
| Alianza: - Pacto de Unidad - CSUTCB (facciones) |                                                                                             |
| Lema de campaña: ¡Primero Bolivia!              |                                                                                             |
|                                                 |                                                                                             |

### Alianza Unidad
Ante el pedido de varios sectores de la población boliviana que pedían la conformación de un bloque de unidad para derrotar al Movimiento al Socialismo en las elecciones de 2025, diferentes candidatos y partidos de oposición barajaron diferentes alianzas políticas.
El 18 de diciembre de 2024, el expresidente Carlos Mesa anunció la conformación de la alianza política denominada «Bloque Unido de Oposición» suscrita con Samuel Doria Medina líder político de Unidad Nacional, Jorge Quiroga quien había anunciado su candidatura oficial y su alianza con el Frente Revolucionario de Izquierda y Luis Fernando Camacho líder de Creemos para presentar un frente unido para las elecciones presidenciales. Tras ello los miembros de «Unidad es Posible» como Vicente Cuellar, Juan Del Granado, Amparo Ballivián y Carlos Börth se unirían a este último bloque.
Tras generarse dos facciones dentro de este bloque, una facción que apoyaba a Samuel Doria Medina y otra hacia Jorge Quiroga, inició una serie de disputas dentro del bloque debido a la falta de consenso interno para llevar a cabo una serie de encuestas para definir al candidato único, por lo que finalmente Quiroga anunció la inscripción de su alianza «Libre» de manera independiente, apartándose de la unidad opositora; posteriormente Carlos Mesa anunció su renuncia como vocero del bloque.
El 9 de abril de 2025, Samuel Doria Medina fue designado como candidato del bloque de unidad.
| Unidad | Unidad                                                                                               |
| | Independiente                                                                                        |
| Samuel Doria Medina | José Luis Lupo                                                                                       |
| --- | --- |
| para presidente | para vicepresidente                                                                                  |
| {{{descripción}}} | {{{descripción}}}                                                                                    |
| Empresario, exministro de Planificación y Coordinación de Bolivia (1991-1993) | Economista y exministro de Informaciones, Hacienda, Desarrollo Económico, Presidencia y de Gobierno. |
| Alianza: - Samuel Doria Medina (UN) - Luis F. Camacho (Creemos) - Andrea Barrientos (CC) - Vicente Cuéllar (Cambio25) - Juan Del Granado (MSM) - Carlos Börth (Albus) - Luis Revilla (Sol.bo) - Augusto Oblitas (ASP) - Johnny Torres Terzo (MNR) - Marcelo Claure - Toribia Lero | |
| Lema de campaña: 100 Días Carajo! | |
| | |

### Alianza Libre
Jorge Quiroga (conocido como Tuto) anunció su candidatura oficial con la alianza «LIBRE-Libertad y Democracia», esta coalición electoral está conformada por el Frente Revolucionario de Izquierda y el Movimiento Demócrata Social.
| |                                                                        |
| |                                                                        |
| Independientes |                                                                        |
| Jorge Quiroga | Juan Pablo Velasco                                                     |
| para presidente | para vicepresidente                                                    |
| {{{descripción}}} | {{{descripción}}}                                                      |
| Expresidente de Bolivia (2001-2002) y Exvicepresidente de Bolivia (1997-2001) | Empresario, ejecutivo empresarial y emprendedor tecnológico boliviano. |
| Anunció su participación en las elecciones por la alianza Libre-Libertad y Democracia, conformada por el FRI y Demócratas (MDS). Apoyado por: - Branko Marinković - Edgar Guzmán Jáuregui (FRI) - Rubén Costas (Demócratas) - Ernesto Suárez (Demócratas) - Guido Nayar - José Gary Añez - Germain Caballero (Unidos) - Desirée Bravo - José Ormachea - Gualberto Cusi - Tomas Monasterio - Javier Rojas (MNR) - Leopoldo Fernández - Nueva Generación Patriótica - Nancy Máxima Mamani Bustos - Jéssica Paola Aguirre |                                                                        |
| Lema de campaña: Es con Tuto & JP |                                                                        |
| |                                                                        |

### Alianza Popular
El 3 de mayo de 2025, el exmilitante del MAS-IPSP, Andrónico Rodríguez anunció oficialmente en la ciudad de Oruro su candidatura a la Presidencia de Bolivia. Posteriormente, el 19 de mayo de 2025, en la ciudad de La Paz, Rodríguez presentó oficialmente ante toda la opinión pública del país a la exministra Mariana Prado Noya, quien sería la mujer que lo acompañaría como candidata a la vicepresidencia, señalando que decidió elegirla a ella por su experiencia y conocimientos financieros adquiridos cuando ocupó ya el alto cargo ministra de Estado de Bolivia entre 2017 y 2019 durante el tercer gobierno del presidente Evo Morales Ayma. En su presentación, Andrónico Rodríguez mencionó también que no «era un candidato del arcismo, ni de la derecha, ni del imperio» sino un candidato por una «mejor Bolivia».
| |                                                                   |
| |                                                                   |
| Independientes |                                                                   |
| Andrónico Rodríguez | Mariana Prado                                                     |
| para presidente | para vicepresidenta                                               |
| {{{descripción}}} | {{{descripción}}}                                                 |
| Presidente de la Cámara de Senadores de Bolivia (desde 2020) | Exministra de Planificación del Desarrollo de Bolivia (2017-2019) |
| Binomio nominado por el Movimiento Tercer Sistema. |                                                                   |
| Candidatura de Rodríguez apoyada por: - Facción androniquista (MAS) - Félix Patzi (MTS) - Eliseo Rodríguez (FPV) - Susana Bejarano - Humberto Claros - Jessica Jordan - Muriel Cruz - Partido Socialista Revolucionario (PSR) - Movimiento Autonomista por el Trabajo y la Estabilidad (MATE) - Central Obrera Departamental de Tarija (COD) - Federación Única de Trabajadores de Pueblos Originarios de Chuquisaca (FUTPOCH) - CSUTCB (facciones) |                                                                   |
| Lema de campaña: La fuerza de Bolivia |                                                                   |
| |                                                                   |

### Autonomía Para Bolivia-Súmate
El alcalde de Cochabamba, Manfred Reyes Villa, confirmó su candidatura el 13 de diciembre de 2024 a través de su alianza política: Autonomía Para Bolivia-Súmate (APB Súmate). Reyes Villa marco distancia del denominado «Bloque Unido de Oposición» criticando que dicha alianza participan políticos ayudaron indirectamente al Movimiento al Socialismo a su regreso al poder en las elecciones nacionales de 2020. Posteriormente José Luis Paredes, ex prefecto de La Paz y creador de la agrupación ciudadana Plan Progreso, firma el 11 de febrero de 2025 una alianza con APB-Súmate.
Por otro lado, en diciembre de 2024 Chi Hyun Chung también anunció su distanciamiento del denominado «Bloque Unido de Oposición» basándose en que los precandidatos que conforman ese bloque ya estuvieron en el gobierno y no realizaron un debido cambio estructural de Bolivia. Posteriormente los precandidatos Jaime Soliz de Unidad Nacional de Territorios (Únete) y Chi Hyun Chung de Alianza del Movimiento de Acción Republicana (AMAR), firmaron un acuerdo para colaborar en la elaboración de propuestas conjuntas de cara a las elecciones presidenciales.
El 18 de marzo de 2025, Manfred Reyes Villa y Chi Hyun Chung anunciaron la conformación de un nuevo bloque opositor conservador, en la cual ambos se mantendrian como precandidatos presidenciales, y que finalmente el liderazgo del bloque se definiría con base en una encuesta.Luego, en una reunión realizada en Cochabamba el 4 de abril de 2025, ambos candidatos establecieron que el segundo lugar sería proclamado como candidato a la vicepresidencia.  Posteriormente la alianza se disolvió el 23 de abril.
| APB-Súmate | APB-Súmate                                                              |
| APB-Súmate | Independiente                                                           |
| Manfred Reyes Villa                                                                                            | Juan Carlos Medrano                                                     |
| --- | ----------------------------------------------------------------------- |
| para presidente                                                                                                | para vicepresidente                                                     |
| {{{descripción}}}                                                                                              | {{{descripción}}}                                                       |
| Alcalde municipal de la ciudad de Cochabamba (desde 2021)                                                      | Concejal municipal de la ciudad de Santa Cruz de la Sierra (desde 2021) |
| Anunció su candidatura y la creación de su partido APB Súmate. Apoyado por: - José Luis Paredes - Rómulo Calvo |                                                                         |
| Lema de campaña: Vota morado                                                                                   |                                                                         |
| |                                                                         |

### Partido Demócrata Cristiano
|                                                                                          |                                               |
|                                                                                          |                                               |
| Independientes                                                                           |                                               |
| Rodrigo Paz                                                                              | Edmand Lara                                   |
| para presidente                                                                          | para vicepresidente                           |
| {{{descripción}}}                                                                        | {{{descripción}}}                             |
| Senador, exdiputado, exconcejal y exalcalde municipal de la ciudad de Tarija (2015-2020) | Excapitán de la Policía Boliviana (2007-2023) |
| [ 94 ] [ 95 ] [ 96 ]                                                                     |                                               |
| Lema de campaña: El binomio del pueblo                                                   |                                               |
|                                                                                          |                                               |

### La Fuerza del Pueblo
Jhonny Fernández líder de Unidad Cívica Solidaridad (UCS) y Edwin Rodríguez del Movimiento de Organizaciones Populares (MOP) conformaron la alianza politica «La Fuerza del Pueblo».
|                                                                        |                                                                                 |
| Fuerza del Pueblo                                                      |                                                                                 |
|                                                                        | Independiente                                                                   |
| Jhonny Fernández                                                       | Rosa Huanca Pérez                                                               |
| para presidente                                                        | para vicepresidente                                                             |
| {{{descripción}}}                                                      | {{{descripción}}}                                                               |
| Alcalde municipal de la ciudad de Santa Cruz de la Sierra (desde 2021) | Licenciada en Turismo, Comunicación Social y formación en agronomía y zootecnia |
| Apoyado por: - Movimiento de Organizaciones Populares (MOP)            |                                                                                 |
| Lema de campaña: Jhonny Presidente                                     |                                                                                 |
|                                                                        |                                                                                 |

### Libertad y Progreso - ADN
La alianza «Libertad y Progreso - ADN», esta conformada por el partido político Acción Democrática Nacionalista (ADN) y las agrupaciones ciudadanas: Pando Somos Todos (PST) y Nacionalidades Autónomas por el Cambio y Empoderamiento Revolucionario (NACER).
| |                                  |
| |                                  |
| Independientes |                                  |
| Pavel Aracena | Víctor Hugo Núñez del Prado      |
| para presidente | para vicepresidente              |
| {{{descripción}}} | {{{descripción}}}                |
| Ingeniero civil boliviano | Empresario e ingeniero boliviano |
| Binomio nominado por la Acción Democrática Nacionalista. |                                  |
| Candidatura apoyada por: - Nacionalidad Autónoma por el Cambio y Empoderamiento Revolucionario (NACER) - Pando Somos Todos - Somos Camargo - Falange Socialista Boliviana - Chi Hyun Chung (Alianza de Movimiento de Acción Republicana) |                                  |
| Lema de campaña: La salida es por la derecha |                                  |
| |                                  |

### Precandidaturas inhabilitadas
- Evo Morales (EVO Pueblo), expresidente de Bolivia (2006-2019), fue inhabilitado por el TCP por haber gobernado tres periodos.[102]
- Paulo Rodríguez Folster (Ind.), por la alianza "Libertad y Progreso ADN".[103]
- Felipe Quispe Laura (Ind.), por la alianza "Fuerza del Pueblo".[104]
- Jaime Dunn (Ind.), por el partido Nueva Generación Patriótica.[105]

### Precandidaturas descartadas
- María Galindo, activista.[106]
- Rubén Costas (MDS), exgobernador de Santa Cruz (2015-2021).[107]
- Marcelo Claure, empresario y director deportivo.[108]
- Agustín Zambrana, abogado y periodista[109]
- Carlos Mesa (CC), expresidente de Bolivia (2003-2005) y excandidato presidencial en 2019 y 2020.[110]
- Carlos Börth, analista político.[111]
- Eduardo Rodríguez, expresidente de Bolivia (2005-2006).[112]
- Branko Marinković (ADN) empresario y expresidente del Comité Cívico Pro-Santa Cruz.[113]
- Luis Fernando Camacho (Creemos), excandidato presidencial en 2020 y expresidente del Comité Cívico Pro-Santa Cruz.[114]
- Andrea Barrientos (CC), senadora.[115]
- Jaime Soliz (PDC), exfiscal de Santa Cruz.[116]
- Amparo Ballivian, economista.[117]
- José Carlos Sánchez Verazaín, abogado.[118]
- Leopoldo Richard Chui, abogado y asambleísta departamental de La Paz.[119]
- Carol Blenda Illievski, economista y empresaria.[120]
- Miguel Cadima, ingeniero.[121]
- Wilman Cardozo, exdiputado nacional.[122]
- Marco Antonio Pumari, dirigente cívico y candidato a la vicepresidencia en 2020.[123]
- Leonardo Loza, senador desde 2020.[124][125]
- Félix Patzi (MTS), exgobernador de La Paz.[126]
- Luis Arce (MAS), presidente de Bolivia (desde 2020)[127]
- Sebastián Careaga, por el Partido Demócrata Cristiano[128]
- Chi Hyun Chung (AMAR), pastor y médico surcoreano.[129]
- Ruth Nina (PAN-BOL), abogada y política boliviana.[130]
- Fidel Tapia, por el partido Nueva Generación Patriótica.[131]
- Antonio Saravia (PLB), por la alianza «Libertad y Progreso ADN».[132]
- Edgar Uriona, empresario, por el partido Nueva Generación Patriótica.[133][134]
- Eva Copa (Morena), Alcaldesa de El Alto. [135][136]

## Alianzas

### Primera vuelta
| Partido | Partido                                                             | Alianza                                            | Alianza                                            | Candidato(a)      | Candidato(a)                                   | Candidato(a)      | Candidato(a)                       |
| Partido | Partido                                                             | Alianza                                            | Alianza                                            | Presidente(a)     | Presidente(a)                                  | Vicepresidente(a) | Vicepresidente(a)                  |
| ------- | ------------------------------------------------------------------- | -------------------------------------------------- | -------------------------------------------------- | ----------------- | ---------------------------------------------- | ----------------- | ---------------------------------- |
|         | Partido Demócrata Cristiano                                         | Partido Demócrata Cristiano                        | Partido Demócrata Cristiano                        | {{{descripción}}} | Rodrigo Paz Pereira                            | {{{descripción}}} | Edmand Lara Montaño                |
|         | Primero la Gente                                                    | Apoyo externo a Rodrigo Paz                        | Apoyo externo a Rodrigo Paz                        | {{{descripción}}} | Rodrigo Paz Pereira                            | {{{descripción}}} | Edmand Lara Montaño                |
|         | Nuevas Ideas con Libertad                                           | Apoyo externo a Edmand Lara                        | Apoyo externo a Edmand Lara                        | {{{descripción}}} | Rodrigo Paz Pereira                            | {{{descripción}}} | Edmand Lara Montaño                |
|         | Frente Revolucionario de Izquierda                                  |                                                    | Libre                                              | {{{descripción}}} | Jorge Fernando Quiroga Ramírez                 | {{{descripción}}} | Juan Pablo Velasco Dalence         |
|         | Movimiento Demócrata Social                                         |                                                    | Libre                                              | {{{descripción}}} | Jorge Fernando Quiroga Ramírez                 | {{{descripción}}} | Juan Pablo Velasco Dalence         |
|         | Columna de Integración                                              | Apoyo externo a la alianza Libre                   | Apoyo externo a la alianza Libre                   | {{{descripción}}} | Jorge Fernando Quiroga Ramírez                 | {{{descripción}}} | Juan Pablo Velasco Dalence         |
|         | Nuevo Poder Ciudadano                                               | Apoyo externo a la alianza Libre                   | Apoyo externo a la alianza Libre                   | {{{descripción}}} | Jorge Fernando Quiroga Ramírez                 | {{{descripción}}} | Juan Pablo Velasco Dalence         |
|         | Conciencia de Patria (facción)                                      | Apoyo externo a la alianza Libre                   | Apoyo externo a la alianza Libre                   | {{{descripción}}} | Jorge Fernando Quiroga Ramírez                 | {{{descripción}}} | Juan Pablo Velasco Dalence         |
|         | Unidad, Democracia y Oportunidad Social                             | Apoyo externo a la alianza Libre                   | Apoyo externo a la alianza Libre                   | {{{descripción}}} | Jorge Fernando Quiroga Ramírez                 | {{{descripción}}} | Juan Pablo Velasco Dalence         |
|         | Movimiento Nacionalista Revolucionario (facción)                    | Apoyo externo a la alianza Libre                   | Apoyo externo a la alianza Libre                   | {{{descripción}}} | Jorge Fernando Quiroga Ramírez                 | {{{descripción}}} | Juan Pablo Velasco Dalence         |
|         | Nueva Generación Patriótica (facción)                               | Apoyo externo a la alianza Libre                   | Apoyo externo a la alianza Libre                   | {{{descripción}}} | Jorge Fernando Quiroga Ramírez                 | {{{descripción}}} | Juan Pablo Velasco Dalence         |
|         | Unidad Nacional                                                     |                                                    | Unidad                                             | {{{descripción}}} | Samuel Jorge Doria Medina Auza                 | {{{descripción}}} | José Luis Lupo Flores              |
|         | Creemos                                                             |                                                    | Unidad                                             | {{{descripción}}} | Samuel Jorge Doria Medina Auza                 | {{{descripción}}} | José Luis Lupo Flores              |
|         | Cambio25                                                            |                                                    | Unidad                                             | {{{descripción}}} | Samuel Jorge Doria Medina Auza                 | {{{descripción}}} | José Luis Lupo Flores              |
|         | Soberanía y Libertad para Bolivia                                   |                                                    | Unidad                                             | {{{descripción}}} | Samuel Jorge Doria Medina Auza                 | {{{descripción}}} | José Luis Lupo Flores              |
|         | Alianza Social Patriótica                                           |                                                    | Unidad                                             | {{{descripción}}} | Samuel Jorge Doria Medina Auza                 | {{{descripción}}} | José Luis Lupo Flores              |
|         | Movimiento Sin Miedo                                                |                                                    | Unidad                                             | {{{descripción}}} | Samuel Jorge Doria Medina Auza                 | {{{descripción}}} | José Luis Lupo Flores              |
|         | Alianza por Bolivia Unida y Solidaria                               |                                                    | Unidad                                             | {{{descripción}}} | Samuel Jorge Doria Medina Auza                 | {{{descripción}}} | José Luis Lupo Flores              |
|         | Jóvenes Kataristas                                                  |                                                    | Unidad                                             | {{{descripción}}} | Samuel Jorge Doria Medina Auza                 | {{{descripción}}} | José Luis Lupo Flores              |
|         | Mi Oruro del Alma                                                   |                                                    | Unidad                                             | {{{descripción}}} | Samuel Jorge Doria Medina Auza                 | {{{descripción}}} | José Luis Lupo Flores              |
|         | Vamos Bolivia                                                       |                                                    | Unidad                                             | {{{descripción}}} | Samuel Jorge Doria Medina Auza                 | {{{descripción}}} | José Luis Lupo Flores              |
|         | Movimiento Nacionalista Revolucionario (facción)                    | Apoyo externo a la alianza Unidad                  | Apoyo externo a la alianza Unidad                  | {{{descripción}}} | Samuel Jorge Doria Medina Auza                 | {{{descripción}}} | José Luis Lupo Flores              |
|         | Movimiento Tercer Sistema                                           |                                                    | Alianza Popular                                    | {{{descripción}}} | Andrónico Rodríguez Ledezma                    | {{{descripción}}} | Mariana Prado Noya                 |
|         | Partido Socialista Revolucionario                                   |                                                    | Alianza Popular                                    | {{{descripción}}} | Andrónico Rodríguez Ledezma                    | {{{descripción}}} | Mariana Prado Noya                 |
|         | Movimiento Autonomista por el Trabajo y la Estabilidad              |                                                    | Alianza Popular                                    | {{{descripción}}} | Andrónico Rodríguez Ledezma                    | {{{descripción}}} | Mariana Prado Noya                 |
|         | Pacto de Unidad (facción)                                           | Apoyo externo a Andrónico Rodriguez                | Apoyo externo a Andrónico Rodriguez                | {{{descripción}}} | Andrónico Rodríguez Ledezma                    | {{{descripción}}} | Mariana Prado Noya                 |
|         | Autonomía Para Bolivia-Súmate                                       | Autonomía Para Bolivia-Súmate                      | Autonomía Para Bolivia-Súmate                      | {{{descripción}}} | Manfred Armando Antonio Reyes Villa Bacigalupi | {{{descripción}}} | Juan Carlos Medrano Gonzales       |
|         | Plan Progreso                                                       | Apoyo externo a Manfred Reyes Villa                | Apoyo externo a Manfred Reyes Villa                | {{{descripción}}} | Manfred Armando Antonio Reyes Villa Bacigalupi | {{{descripción}}} | Juan Carlos Medrano Gonzales       |
|         | Somos Pueblo                                                        | Apoyo externo a Manfred Reyes Villa                | Apoyo externo a Manfred Reyes Villa                | {{{descripción}}} | Manfred Armando Antonio Reyes Villa Bacigalupi | {{{descripción}}} | Juan Carlos Medrano Gonzales       |
|         | Conciencia de Patria (facción)                                      | Apoyo externo a Manfred Reyes Villa                | Apoyo externo a Manfred Reyes Villa                | {{{descripción}}} | Manfred Armando Antonio Reyes Villa Bacigalupi | {{{descripción}}} | Juan Carlos Medrano Gonzales       |
|         | Santa Cruz Autónoma y Ordenada                                      | Apoyo externo a Juan Carlos Medrano                | Apoyo externo a Juan Carlos Medrano                | {{{descripción}}} | Manfred Armando Antonio Reyes Villa Bacigalupi | {{{descripción}}} | Juan Carlos Medrano Gonzales       |
|         | Movimiento al Socialismo                                            | Movimiento al Socialismo                           | Movimiento al Socialismo                           | {{{descripción}}} | Carlos Eduardo Del Castillo Del Carpio         | {{{descripción}}} | Esteban Milán Berna Ramos          |
|         | Pacto de Unidad (facción)                                           | Apoyo externo al Movimiento al Socialismo          | Apoyo externo al Movimiento al Socialismo          | {{{descripción}}} | Carlos Eduardo Del Castillo Del Carpio         | {{{descripción}}} | Esteban Milán Berna Ramos          |
|         | Unidad Cívica Solidaridad                                           |                                                    | Fuerza del Pueblo                                  | {{{descripción}}} | Máx Jhonny Fernández Saucedo                   | {{{descripción}}} | Rosa Huanca Pérez                  |
|         | Movimiento de Organizaciones Populares                              |                                                    | Fuerza del Pueblo                                  | {{{descripción}}} | Máx Jhonny Fernández Saucedo                   | {{{descripción}}} | Rosa Huanca Pérez                  |
|         | Acción Democrática Nacionalista                                     |                                                    | Libertad y Progreso ADN                            | {{{descripción}}} | Pavel Aracena Vargas                           | {{{descripción}}} | Víctor Hugo Núñez del Prado Salmón |
|         | Nacionalidad Autónoma por el Cambio y Empoderamiento Revolucionario |                                                    | Libertad y Progreso ADN                            | {{{descripción}}} | Pavel Aracena Vargas                           | {{{descripción}}} | Víctor Hugo Núñez del Prado Salmón |
|         | Pando Somos Todos                                                   |                                                    | Libertad y Progreso ADN                            | {{{descripción}}} | Pavel Aracena Vargas                           | {{{descripción}}} | Víctor Hugo Núñez del Prado Salmón |
|         | Somos Camargo                                                       | Apoyo externo a la alianza Libertad y Progreso ADN | Apoyo externo a la alianza Libertad y Progreso ADN | {{{descripción}}} | Pavel Aracena Vargas                           | {{{descripción}}} | Víctor Hugo Núñez del Prado Salmón |
|         | Falange Socialista Boliviana                                        | Apoyo externo a la alianza Libertad y Progreso ADN | Apoyo externo a la alianza Libertad y Progreso ADN | {{{descripción}}} | Pavel Aracena Vargas                           | {{{descripción}}} | Víctor Hugo Núñez del Prado Salmón |
|         | Alianza del Movimiento de Acción Republicana                        | Apoyo externo a la alianza Libertad y Progreso ADN | Apoyo externo a la alianza Libertad y Progreso ADN | {{{descripción}}} | Pavel Aracena Vargas                           | {{{descripción}}} | Víctor Hugo Núñez del Prado Salmón |

### Segunda vuelta
| Partido | Partido                                                             | Alianza                                   | Alianza                                   | Candidato(a)                 | Candidato(a)                   | Candidato(a)                 | Candidato(a)                 |
| Partido | Partido                                                             | Alianza                                   | Alianza                                   | Presidente(a)                | Presidente(a)                  | Vicepresidente(a)            | Vicepresidente(a)            |
| ------- | ------------------------------------------------------------------- | ----------------------------------------- | ----------------------------------------- | ---------------------------- | ------------------------------ | ---------------------------- | ---------------------------- |
|         | Partido Demócrata Cristiano                                         | Partido Demócrata Cristiano               | Partido Demócrata Cristiano               | {{{descripción}}}            | Rodrigo Paz Pereira            | {{{descripción}}}            | Edmand Lara Montaño          |
|         | Primero la Gente                                                    | Apoyo externo a Rodrigo Paz               | Apoyo externo a Rodrigo Paz               | {{{descripción}}}            | Rodrigo Paz Pereira            | {{{descripción}}}            | Edmand Lara Montaño          |
|         | Movimiento de Izquierda Revolucionaria                              | Apoyo externo a Rodrigo Paz               | Apoyo externo a Rodrigo Paz               | {{{descripción}}}            | Rodrigo Paz Pereira            | {{{descripción}}}            | Edmand Lara Montaño          |
|         | Nuevas Ideas con Libertad                                           | Apoyo externo a Edmand Lara               | Apoyo externo a Edmand Lara               | {{{descripción}}}            | Rodrigo Paz Pereira            | {{{descripción}}}            | Edmand Lara Montaño          |
|         | Unidad Nacional                                                     | Apoyo externo de la alianza Unidad al PDC | Apoyo externo de la alianza Unidad al PDC | {{{descripción}}}            | Rodrigo Paz Pereira            | {{{descripción}}}            | Edmand Lara Montaño          |
|         | Cambio25                                                            | Apoyo externo de la alianza Unidad al PDC | Apoyo externo de la alianza Unidad al PDC | {{{descripción}}}            | Rodrigo Paz Pereira            | {{{descripción}}}            | Edmand Lara Montaño          |
|         | Soberanía y Libertad para Bolivia                                   | Apoyo externo de la alianza Unidad al PDC | Apoyo externo de la alianza Unidad al PDC | {{{descripción}}}            | Rodrigo Paz Pereira            | {{{descripción}}}            | Edmand Lara Montaño          |
|         | Alianza Social Patriótica                                           | Apoyo externo de la alianza Unidad al PDC | Apoyo externo de la alianza Unidad al PDC | {{{descripción}}}            | Rodrigo Paz Pereira            | {{{descripción}}}            | Edmand Lara Montaño          |
|         | Movimiento Sin Miedo                                                | Apoyo externo de la alianza Unidad al PDC | Apoyo externo de la alianza Unidad al PDC | {{{descripción}}}            | Rodrigo Paz Pereira            | {{{descripción}}}            | Edmand Lara Montaño          |
|         | Alianza por Bolivia Unida y Solidaria                               | Apoyo externo de la alianza Unidad al PDC | Apoyo externo de la alianza Unidad al PDC | {{{descripción}}}            | Rodrigo Paz Pereira            | {{{descripción}}}            | Edmand Lara Montaño          |
|         | Jóvenes Kataristas                                                  | Apoyo externo de la alianza Unidad al PDC | Apoyo externo de la alianza Unidad al PDC | {{{descripción}}}            | Rodrigo Paz Pereira            | {{{descripción}}}            | Edmand Lara Montaño          |
|         | Mi Oruro del Alma                                                   | Apoyo externo de la alianza Unidad al PDC | Apoyo externo de la alianza Unidad al PDC | {{{descripción}}}            | Rodrigo Paz Pereira            | {{{descripción}}}            | Edmand Lara Montaño          |
|         | Vamos Bolivia                                                       | Apoyo externo de la alianza Unidad al PDC | Apoyo externo de la alianza Unidad al PDC | {{{descripción}}}            | Rodrigo Paz Pereira            | {{{descripción}}}            | Edmand Lara Montaño          |
|         | Frente Revolucionario de Izquierda                                  |                                           | Libre                                     | {{{descripción}}}            | Jorge Fernando Quiroga Ramírez | {{{descripción}}}            | Juan Pablo Velasco Dalence   |
|         | Movimiento Demócrata Social                                         |                                           | Libre                                     | {{{descripción}}}            | Jorge Fernando Quiroga Ramírez | {{{descripción}}}            | Juan Pablo Velasco Dalence   |
|         | Columna de Integración                                              | Apoyo externo a la alianza Libre          | Apoyo externo a la alianza Libre          | {{{descripción}}}            | Jorge Fernando Quiroga Ramírez | {{{descripción}}}            | Juan Pablo Velasco Dalence   |
|         | Nuevo Poder Ciudadano                                               | Apoyo externo a la alianza Libre          | Apoyo externo a la alianza Libre          | {{{descripción}}}            | Jorge Fernando Quiroga Ramírez | {{{descripción}}}            | Juan Pablo Velasco Dalence   |
|         | Conciencia de Patria (facción)                                      | Apoyo externo a la alianza Libre          | Apoyo externo a la alianza Libre          | {{{descripción}}}            | Jorge Fernando Quiroga Ramírez | {{{descripción}}}            | Juan Pablo Velasco Dalence   |
|         | Unidad, Democracia y Oportunidad Social                             | Apoyo externo a la alianza Libre          | Apoyo externo a la alianza Libre          | {{{descripción}}}            | Jorge Fernando Quiroga Ramírez | {{{descripción}}}            | Juan Pablo Velasco Dalence   |
|         | Movimiento Nacionalista Revolucionario (facción)                    | Apoyo externo a la alianza Libre          | Apoyo externo a la alianza Libre          | {{{descripción}}}            | Jorge Fernando Quiroga Ramírez | {{{descripción}}}            | Juan Pablo Velasco Dalence   |
|         | Nueva Generación Patriótica (facción)                               | Apoyo externo a la alianza Libre          | Apoyo externo a la alianza Libre          | {{{descripción}}}            | Jorge Fernando Quiroga Ramírez | {{{descripción}}}            | Juan Pablo Velasco Dalence   |
|         | Creemos                                                             |                                           | Alianza Unidad                            | No apoya a ningún candidato. | No apoya a ningún candidato.   | No apoya a ningún candidato. | No apoya a ningún candidato. |
|         | Movimiento Tercer Sistema                                           |                                           |                                           |                              |                                |                              |                              |
|         | Partido Socialista Revolucionario                                   |                                           |                                           |                              |                                |                              |                              |
|         | Movimiento Autonomista por el Trabajo y la Estabilidad              |                                           |                                           |                              |                                |                              |                              |
|         | Pacto de Unidad (facción)                                           |                                           |                                           |                              |                                |                              |                              |
|         | Autonomía Para Bolivia-Súmate                                       |                                           |                                           |                              |                                |                              |                              |
|         | Plan Progreso                                                       |                                           |                                           |                              |                                |                              |                              |
|         | Somos Pueblo                                                        |                                           |                                           |                              |                                |                              |                              |
|         | Conciencia de Patria (facción)                                      |                                           |                                           |                              |                                |                              |                              |
|         | Santa Cruz Autónoma y Ordenada                                      |                                           |                                           |                              |                                |                              |                              |
|         | Movimiento al Socialismo                                            |                                           |                                           |                              |                                |                              |                              |
|         | Pacto de Unidad (facción)                                           |                                           |                                           |                              |                                |                              |                              |
|         | Unidad Cívica Solidaridad                                           |                                           |                                           |                              |                                |                              |                              |
|         | Movimiento de Organizaciones Populares                              |                                           |                                           |                              |                                |                              |                              |
|         | Acción Democrática Nacionalista                                     |                                           |                                           |                              |                                |                              |                              |
|         | Nacionalidad Autónoma por el Cambio y Empoderamiento Revolucionario |                                           |                                           |                              |                                |                              |                              |
|         | Pando Somos Todos                                                   |                                           |                                           |                              |                                |                              |                              |
|         | Somos Camargo                                                       |                                           |                                           |                              |                                |                              |                              |
|         | Falange Socialista Boliviana                                        |                                           |                                           |                              |                                |                              |                              |
|         | Alianza del Movimiento de Acción Republicana                        |                                           |                                           |                              |                                |                              |                              |

## Campaña
Durante su campaña, Samuel Doria Medina se comprometió a recortar el gasto, buscar un acercamiento con Estados Unidos, implementar controles sobre el tipo de cambio, eliminar los subsidios a los combustibles y resolver la escasez de combustible dentro de los 100 días posteriores a su toma de posesión como presidente, al tiempo que se comprometió a cumplir con las ordenes de arresto a Evo Morales. Jorge Quiroga también se comprometió a arrestar a Morales, restablecer las relaciones con Estados Unidos y recortar el gasto y los subsidios a los combustibles para combatir la crisis económica. También se comprometió a cerrar el Banco Central de Bolivia, acusándolo de convertirse en una "tarjeta de crédito" para el gobierno de Luis Arce. Tanto Samuel como Quiroga también apoyaron revertir parcialmente la nacionalización de empresas que se implementaron bajo la presidencia de Morales, el desmantelamiento de empresas estatales ineficientes y la entrada de inversionistas extranjeros en la minería de las reservas de litio de Bolivia. El candidato de la Alianza Popular, Andrónico Rodríguez también apoyó la reducción de los subsidios a los combustibles. 
Tras su exclusión de las elecciones, Evo Morales advirtió que Bolivia se "convulsionaría" si se celebraban las elecciones y calificó a Andrónico Rodríguez de "traidor" por presentarse como candidato en su contra. Posteriormente, Morales instó a sus partidarios a emitir votos nulos o en blanco, afirmando que habría ganado las elecciones si el número de votos nulos hubiera superado el porcentaje obtenido por el candidato principal.
Andrónico Rodríguez hizo campaña con el lema «Unidad para todos», mientras que el lema de Doria fue «¡100 días, carajo!», derivado de unas declaraciones que hizo tras sobrevivir a un accidente aéreo en 2005. Eduardo del Castillo hizo campaña con el lema «Somos una opción nacional con ideas auténticas».

### Debates y foros
Las elecciones presenciaron el segundo debate televisado en 20 años tras la prohibición impuesta durante la presidencia de Evo Morales. Durante el debate, Samuel Doria Medina acusó a Eduardo del Castillo de tener presuntos vínculos con el narcotráfico, mientras que este último criticó los intentos electorales previos de Samuel por ganar la presidencia. Andrónico Rodríguez y Jorge Quiroga se enfrentaron por su presunta participación en ejecuciones extrajudiciales.
| Medio de comunicación y fecha | Lugar                   | Moderador/es                                    | P Presente A Ausente NI No invitado | P Presente A Ausente NI No invitado | P Presente A Ausente NI No invitado | P Presente A Ausente NI No invitado | P Presente A Ausente NI No invitado | P Presente A Ausente NI No invitado | P Presente A Ausente NI No invitado | P Presente A Ausente NI No invitado |
| Medio de comunicación y fecha | Lugar                   | Moderador/es                                    | Samuel                              | Tuto                                | Manfred                             | Paz                                 | Andrónico                           | Fernández                           | Del Castillo                        | Aracena                             |
| --- | ----------------------- | ----------------------------------------------- | ----------------------------------- | ----------------------------------- | ----------------------------------- | ----------------------------------- | ----------------------------------- | ----------------------------------- | ----------------------------------- | ----------------------------------- |
| Medio de comunicación y fecha | Lugar                   | Moderador/es                                    |                                     |                                     |                                     |                                     |                                     |                                     |                                     |                                     |
| Decisiones que cosechan FUTURO (Unitel.bo / Canal Rural Bolivia / Red Uno / CAO / Anapo / Cadex / Cainco / Caneb) 25 de junio de 2025 | Santa Cruz de la Sierra | —                                               | P                                   | P                                   | P                                   | NI                                  | A                                   | NI                                  | NI                                  | NI                                  |
| Red Uno 6 de julio de 2025 | Santa Cruz de la Sierra | Juan Carlos Monrroy Cecilia Bellido             | P                                   | P                                   | P                                   | NI                                  | A                                   | P                                   | P                                   | NI                                  |
| Foro Nacional de Salud (Colegio Médico de Santa Cruz) 10 de julio de 2025 | Santa Cruz de la Sierra | —                                               | P                                   | A                                   | A                                   | A                                   | A                                   | A                                   | A                                   | P                                   |
| El Futuro Posible (Unitel.bo / Red Uno / Cainco) 17 de julio de 2025 | Santa Cruz de la Sierra | Amalia Pando                                    | P                                   | P                                   | P                                   | P                                   | A                                   | NI                                  | NI                                  | NI                                  |
| Unitel 20 de julio de 2025 | Santa Cruz de la Sierra | Gabriela Oviedo                                 | P                                   | P                                   | P                                   | NI                                  | A                                   | NI                                  | NI                                  | NI                                  |
| Encuentro por la reconstrucción de Bolivia (Unitel.bo / Red Uno / Comité Cívico Pro-Santa Cruz) 31 de julio de 2025 | Santa Cruz de la Sierra | —                                               | P                                   | P                                   | A                                   | A                                   | NI                                  | NI                                  | NI                                  | NI                                  |
| 1er Foro Macroeconómico en beneficio de la ciudad de El Alto (ATB / F10 HD / CIZEE) 31 de julio de 2025 | La Paz                  | Daniel Castellón Denisse Quiroga Jhesmin Huanca | A                                   | A                                   | P                                   | P                                   | A                                   | NI                                  | NI                                  | NI                                  |
| 1er Debate Presidencial "Bolivia Vota" (Unitel / ATB / Red Uno / RTP / XTO TV / F10 HD / DTV / Confederación de Empresarios Privados de Bolivia (CEPB) / Asociación Nacional de Periodistas de Bolivia (ANPB) / Órgano Electoral Plurinacional) 1 de agosto de 2025 | Santa Cruz de la Sierra | Cecilia Bellido Gabriela Oviedo                 | P                                   | P                                   | P                                   | P                                   | P                                   | P                                   | P                                   | P                                   |
| 2do Debate Presidencial "Bolivia Vota" (ATB / Bolivia TV / RTP / XTO TV / El Deber / Órgano Electoral Plurinacional) 12 de agosto de 2025 | La Paz                  | Soraya Delfin Jorge Luis Palenque               | A                                   | A                                   | A                                   | P                                   | A                                   | A                                   | P                                   | P                                   |

## Encuestas de opinión

## Resultados preliminares
Los resultados preliminares no oficiales publicados por dos empresas de estudio y muestra sin valor legal son los siguientes:
|  | 31,7 % |

|  | 27,2 % |

|  | 19,6 % |

|  | 8,2 % |

|  | 7,1 % |

|  | 3,2 % |

|  | 1,5 % |

|  | 1,4 % |

|  | 95,00 % |

## Resultados oficiales

### Resultados en Bolivia y en el exterior
|  | 32,01 % |

|  | 26,75 % |

|  | 19,98 % |

|  | 8,39 % |

|  | 6,55 % |

|  | 3,18 % |

|  | 1,66 % |

|  | 1,44 % |

|  | 78,00 % |

|  | 19,41 % |

|  | 2,49 % |

|  | 96.27 % |

|  | 0,00 % |

|  | 0,00 % |

### Resultados por departamento

#### Departamento de Chuquisaca
|  | 35,48 % |

|  | 30,89 % |

|  | 12,85 % |

|  | 8,38 % |

|  | 5,72 % |

|  | 3,82 % |

|  | 1,53 % |

|  | 1,31 % |

|  | 76,57 % |

|  | 19,31 % |

|  | 4,12 % |

|  | 100 % |

|  | 86,80 % |

|  | 13,20 % |

#### Departamento de La Paz
|  | 41,72 % |

|  | 20,60 % |

|  | 20,38 % |

|  | 6,20 % |

|  | 4,53 % |

|  | 3,27 % |

|  | 1,85 % |

|  | 1,45 % |

|  | 86,35 % |

|  | 12,41 % |

|  | 1,24 % |

|  | 100 % |

|  | 0,00 % |

|  | 0,00 % |

#### Departamento de Cochabamba
|  | 39,01 % |

|  | 19,48 % |

|  | 17,88 % |

|  | 13,20 % |

|  | 6,92 % |

|  | 1,74 % |

|  | 1,07 % |

|  | 0,70 % |

|  | 87,05 % |

|  | 11,92 % |

|  | 1,02 % |

|  | 100 % |

|  | 0,00 % |

|  | 0,00 % |

#### Departamento de Oruro
|  | 48,39 % |

|  | 23,88 % |

|  | 8,05 % |

|  | 7,25 % |

|  | 5,05 % |

|  | 3,41 % |

|  | 2,07 % |

|  | 1,91 % |

|  | 79,11 % |

|  | 18,40 % |

|  | 2,50 % |

|  | 100 % |

|  | 91,09 % |

|  | 8,91 % |

#### Departamento de Potosí
|  | 43,20 % |

|  | 22,90 % |

|  | 10,86 % |

|  | 9,74 % |

|  | 5,52 % |

|  | 3,66 % |

|  | 2,11 % |

|  | 2,00 % |

|  | 70,42 % |

|  | 25,00 % |

|  | 4,58 % |

|  | 100 % |

|  | 90,12 % |

|  | 9,88 % |

#### Departamento de Tarija
|  | 37,71 % |

|  | 21,94 % |

|  | 19,30 % |

|  | 8,32 % |

|  | 5,78 % |

|  | 4,67 % |

|  | 1,49 % |

|  | 1,09 % |

|  | 84,13 % |

|  | 12,73 % |

|  | 3,15 % |

|  | 100 % |

|  | 86,72 % |

|  | 13,27 % |

#### Departamento de Santa Cruz
|  | 37,67 % |

|  | 28,07 % |

|  | 19,48 % |

|  | 5,33 % |

|  | 5,12 % |

|  | 2,07 % |

|  | 1,40 % |

|  | 0,85 % |

|  | 89,56 % |

|  | 9,58 % |

|  | 0,87 % |

|  | 100 % |

|  | 87,67 % |

|  | 12,33 % |

#### Departamento del Beni
|  | 0,00 % |

|  | 0,00 % |

|  | 0,00 % |

|  | 0,00 % |

|  | 0,00 % |

|  | 0,00 % |

|  | 0,00 % |

|  | 0,00 % |

|  | 0,00 % |

|  | 0,00 % |

|  | 0,00 % |

|  | 0,00 % |

|  | 0,00 % |

|  | 0,00 % |

#### Departamento de Pando
|  | 29,04 % |

|  | 21,67 % |

|  | 21,51 % |

|  | 11,74 % |

|  | 8,81 % |

|  | 4,92 % |

|  | 1.17 % |

|  | 1,13 % |

|  | 82,49 % |

|  | 13,84 % |

|  | 3,67 % |

|  | 100 % |

|  | 83.59 % |

|  | 16.41 % |

### Resultados en el exterior
|  | 28,10 % |

|  | 27,53 % |

|  | 13,88 % |

|  | 12,65 % |

|  | 11,75 % |

|  | 2,59 % |

|  | 2,48 % |

|  | 1,02 % |

|  | 70,97 % |

|  | 26,95 % |

|  | 2,08 % |

|  | 100 % |

|  | 45,67 % |

|  | 54,33 % |

#### Resultados en el exterior por países
| Departamento o País | Paz y Lara (PDC) | Paz y Lara (PDC) | Quiroga y Velasco (Libre) | Quiroga y Velasco (Libre) | Doria Medina y Lupo (Unidad) | Doria Medina y Lupo (Unidad) | Reyes Villa y Medrano (APB Súmate) | Reyes Villa y Medrano (APB Súmate) | Rodríguez y Prado (AP) | Rodríguez y Prado (AP) | Fernández y Huanca (FP) | Fernández y Huanca (FP) | Del Castillo y Berna (MAS-IPSP) | Del Castillo y Berna (MAS-IPSP) | Aracena y Nuñez (LYP-ADN) | Aracena y Nuñez (LYP-ADN) | TOTAL VOTOS | TOTAL VOTOS | TOTAL VOTOS | TOTAL VOTOS | TOTAL VOTOS |
| Departamento o País | Votos            | %                | Votos                     | %                         | Votos                        | %                            | Votos                              | %                                  | Votos                  | %                      | Votos                   | %                       | Votos                           | %                               | Votos                     | %                         | Válidos     | Blancos     | Nulos       | Emitidos    | Inscritos   |
| ------------------- | ---------------- | ---------------- | ------------------------- | ------------------------- | ---------------------------- | ---------------------------- | ---------------------------------- | ---------------------------------- | ---------------------- | ---------------------- | ----------------------- | ----------------------- | ------------------------------- | ------------------------------- | ------------------------- | ------------------------- | ----------- | ----------- | ----------- | ----------- | ----------- |
| Alemania            | 4                | 4,88%            | 30                        | 36,59%                    | 32                           | 39,02%                       | 2                                  | 2,44%                              | 13                     | 15,85%                 | 0                       | 0,00%                   | 1                               | 1,22%                           | 0                         | 0,00%                     | 82          | 1           | 11          | 94          | 264         |
| Argentina           | 10 109           | 29,49%           | 4 499                     | 13,13%                    | 3 121                        | 9,11%                        | 3 124                              | 9,11%                              | 9 478                  | 27,65%                 | 1 769                   | 5,16%                   | 1 586                           | 4,63%                           | 589                       | 1,72%                     | 34 275      | 2 201       | 26 476      | 62 952      | 162.531     |
| Bélgica             | 2                | 2,20%            | 52                        | 57,14%                    | 15                           | 16,48%                       | 12                                 | 13,19%                             | 8                      | 8,79%                  | 0                       | 0,00%                   | 2                               | 2,20%                           | 0                         | 0,00%                     | 91          | 0           | 7           | 98          | 204         |
| Brasil              | 8 305            | 48,77%           | 1 875                     | 11,01%                    | 1 274                        | 7,13%                        | 818                                | 4,80%                              | 3 801                  | 22,32%                 | 443                     | 2,60%                   | 433                             | 2,54%                           | 140                       | 0,82%                     | 17 029      | 564         | 7 780       | 25 373      | 47.623      |
| Chile               | 8 356            | 35,81%           | 6 394                     | 27,40%                    | 3 699                        | 15,85%                       | 2 538                              | 10,88%                             | 1 301                  | 5,58%                  | 375                     | 1,61%                   | 411                             | 1,76%                           | 261                       | 1,12%                     | 23 335      | 332         | 5 505       | 29 172      | 44.801      |
| Colombia            | 4                | 7,41%            | 30                        | 55,56%                    | 14                           | 25,93%                       | 0                                  | 0,00%                              | 3                      | 5,56%                  | 0                       | 0,00%                   | 3                               | 5,56%                           | 0                         | 0,00%                     | 54          | 0           | 2           | 56          | 163         |
| Costa Rica          | 4                | 7,27%            | 23                        | 41,82%                    | 22                           | 40,00%                       | 2                                  | 3,64%                              | 2                      | 3,64%                  | 0                       | 0,00%                   | 2                               | 3,64%                           | 0                         | 0,00%                     | 55          | 0           | 1           | 56          | 116         |
| Ecuador             | 2                | 5,00%            | 21                        | 52,50%                    | 9                            | 22,50%                       | 3                                  | 7,50%                              | 5                      | 12,50%                 | 0                       | 0,00%                   | 0                               | 0,00%                           | 0                         | 0,00%                     | 40          | 0           | 8           | 48          | 162         |
| España              | 5 683            | 18,88%           | 12 039                    | 40,00%                    | 4 680                        | 15,55%                       | 5 284                              | 17,56%                             | 1 460                  | 4,85%                  | 433                     | 1,44%                   | 335                             | 1,11%                           | 183                       | 0,61%                     | 30 097      | 315         | 4 523       | 34 935      | 82.273      |
| Estados Unidos      | 243              | 4,09%            | 3 811                     | 64,19%                    | 810                          | 13,64%                       | 816                                | 13,74%                             | 163                    | 2,75%                  | 20                      | 0,34%                   | 53                              | 0,89%                           | 21                        | 0,35%                     | 5 937       | 18          | 390         | 6 345       | 15.222      |
| Francia             | 37               | 6,41%            | 287                       | 49,74%                    | 143                          | 24,78%                       | 56                                 | 9,71%                              | 39                     | 6,76%                  | 3                       | 0,52%                   | 12                              | 2,08%                           | 0                         | 0,00%                     | 577         | 6           | 34          | 617         | 1.105       |
| Italia              | 476              | 11,99%           | 1 656                     | 41,70%                    | 535                          | 13,47%                       | 1 106                              | 27,85%                             | 126                    | 3,17%                  | 28                      | 0,71%                   | 34                              | 0,86%                           | 10                        | 0,25%                     | 3 971       | 25          | 305         | 4 301       | 7.134       |
| Japón               | 6                | 5,77%            | 74                        | 71,15%                    | 18                           | 17,31%                       | 1                                  | 0,96%                              | 0                      | 0,00%                  | 0                       | 0,00%                   | 5                               | 4,81%                           | 0                         | 0,00%                     | 104         | 0           | 4           | 108         | 307         |
| México              | 7                | 1,89%            | 189                       | 50,94%                    | 127                          | 34,23%                       | 11                                 | 2,96%                              | 25                     | 6,74%                  | 2                       | 0,54%                   | 9                               | 2,43%                           | 1                         | 0,27%                     | 371         | 1           | 21          | 393         | 574         |
| Países Bajos        | 3                | 6,25%            | 24                        | 50,00%                    | 18                           | 37,50%                       | 0                                  | 0,00%                              | 2                      | 4,17%                  | 0                       | 0,00%                   | 0                               | 0,00%                           | 1                         | 2,08%                     | 48          | 0           | 4           | 52          | 122         |
| Panamá              | 4                | 8,00%            | 36                        | 72,00%                    | 7                            | 14,00%                       | 1                                  | 2,00%                              | 1                      | 2,00                   | 0                       | 0,00%                   | 1                               | 2,00%                           | 0                         | 0,00%                     | 50          | 0           | 1           | 51          | 120         |
| Paraguay            | 42               | 11,29%           | 190                       | 51,08%                    | 75                           | 20,16%                       | 16                                 | 4,30%                              | 30                     | 8,06%                  | 10                      | 2,69%                   | 9                               | 2,42%                           | 0                         | 0,00%                     | 372         | 3           | 35          | 410         | 583         |
| Perú                | 73               | 9,95%            | 313                       | 42,64%                    | 189                          | 25,75%                       | 56                                 | 7,63%                              | 55                     | 7,49%                  | 7                       | 0,95%                   | 37                              | 5,04%                           | 4                         | 0,54%                     | 734         | 13          | 106         | 853         | 1.358       |
| Reino Unido         | 150              | 13,65%           | 614                       | 55,87%                    | 152                          | 13,83%                       | 123                                | 11,19%                             | 32                     | 2,91%                  | 6                       | 0,55%                   | 9                               | 0,82%                           | 13                        | 1,18%                     | 1.099       | 7           | 127         | 1,233       | 2.071       |
| Suecia              | 21               | 10,88%           | 89                        | 46,11%                    | 32                           | 16,58%                       | 23                                 | 11,92%                             | 20                     | 10,36%                 | 0                       | 0,00%                   | 7                               | 3,63%                           | 1                         | 0,52%                     | 193         | 1           | 8           | 202         | 536         |
| Suiza               | 51               | 5,30%            | 621                       | 64,55%                    | 188                          | 19,54%                       | 57                                 | 5,93%                              | 32                     | 3,33%                  | 3                       | 0,31%                   | 8                               | 0,83%                           | 2                         | 0,21%                     | 962         | 19          | 50          | 1.031       | 1.663       |
| Uruguay             | 59               | 25,32%           | 83                        | 35,62%                    | 42                           | 18,03%                       | 17                                 | 7,30%                              | 18                     | 7,73%                  | 0                       | 0,00%                   | 13                              | 5,58%                           | 1                         | 0,43%                     | 233         | 2           | 55          | 290         | 375         |
| TOTAL               | 33 641           | 28,10%           | 32 950                    | 27,53%                    | 15 142                       | 12,65%                       | 14 066                             | 11,75%                             | 16 614                 | 13,88%                 | 3 099                   | 2,59%                   | 2 970                           | 2,48%                           | 1 227                     | 1,02%                     | 119 709     | 3 508       | 45 453      | 168 670     | 369.308     |

### Cámara de Senadores
|  | 32.17 % |

|  | 26.84 % |

|  | 19.88 % |

|  | 6.63 % |

|  | 8.22 % |

|  | 3.16 % |

|  | 1.63 % |

|  | 1.46 % |

|  | 0 % |

|  | 0 % |

|  | 0 % |

|  | 0 % |

|  | 0 % |

### Cámara de Diputados
|  | 0 % |

|  | 0 % |

|  | 0 % |

|  | 0 % |

|  | 0 % |

|  | 0 % |

|  | 0 % |

|  | 0 % |

|  | 0 % |

|  | 0 % |

|  | 0 % |

|  | 0 % |

|  | 0 % |

|  | 0 % |

|  | 0 % |

|  | 0 % |

|  | 0 % |

|  | 0 % |

|  | 0 % |

|  | 0 % |

|  | 0 % |

|  | 0 % |

|  | 0 % |

|  | 0 % |

|  | 0 % |

|  | 0 % |